# Weißpunktiger Schwertlilienrüssler
Der Weißpunktige Schwertlilienrüssler oder Irisrüssler (Mononychus punctumalbum) ist ein Käfer aus der Familie der Rüsselkäfer und der Unterfamilie Ceutorhynchinae. Der vier bis fünf Millimeter große Käfer ist auf der Sumpf-Schwertlilie oft häufig anzutreffen. An seiner rundlichen Form und dem weißen Punkt auf der Flügeldeckennaht ist er leicht zu erkennen.
Die Art wird in den roten Listen von Nordrhein-Westfalen und Thüringen unter der Kategorie 3 (gefährdet) geführt.
|                  |                  |                    |
| Abb. 1: Männchen | Abb. 2: Weibchen | Abb. 3: Unterseite |

|                       |                       |                     |
| Abb. 4: Seitenansicht | Abb. 5: Vorderansicht | Abb. 6: braune Form |

## Bemerkungen zum Namen
Die Erstbeschreibung erfolgte 1784 unter dem Namen Curculio Punctum album durch Herbst.
Die ausführliche Beschreibung enthält auch den Satz: „rechts auf der Mitte der Naht steht ein weisser Punkt“. So erklärt sich der Artname punctumalbum (lat. púnctum „Punkt“ und álbum „weiß“), sowie der Teil „weißpunktig“ des deutschen Namens. Der Namensteil „Schwertlilienrüssler“ bezieht sich auf die Wirtspflanze des Rüsselkäfers.
Die Art, Varianten oder Lokalvarietäten wurden mehrmals beschrieben, es existieren die Namen:
- Curculio pseudacori Fabricius, 1792
- Curculio pseudacori Rossi, 1790
- Mononychus caucasicus Kolenati, 1859
- Mononychus euphraticus Schultze, 1897
- Mononychus salviae Germar, 1824
- Mononychus spermaticus Becker, 18625
- Mononychus syriacus Redtenbacher, 1849

Insbesondere wurden die beiden Varianten der Art als eigene Arten M. pseudacori beziehungsweise M. salviae betrachtet.
Der Gattungsname Monónychus ist von altgriechisch μόνος mónos „einzig“ und όνυξ, όνυχος ónyx, ónychos „Klaue“ abgeleitet und benennt, dass die zweite Klaue des Klauenpaars an den Beinen verkümmert ist.
Die Gattung ist weltweit mit nur drei Arten vertreten, die alle auch in Europa vorkommen.

## Merkmale des Käfers
Der Schwertlilienrüssler hat eine kugelförmige bis kurzovale Gestalt. Wie bei fast allen Gattungen der Unterfamilie Ceutorhynchinae ist die über der Bauchplatte der Mittelbrust liegende Chitinplatte (Epimer der Mittelbrust, in Abb. 12 rechts gelb koloriert) seitlich nach oben gezogen und von oben sichtbar, wo die hinteren Außenecken des Halsschilds auf die Basis der Flügeldecken stoßen.
Der Körper ist schwarz, die Fühler gelbrot, die Keule angedunkelt. Kopf, Halsschildseite und Unterseite sind beim Weibchen (Abb. 2) spärlich, beim Männchen (Abb. 1) umfangreicher gelblichgrau bis ockergelb beschuppt. Bei der Variation salviae (Abb. 6) ist die gesamte Oberseite dicht einheitlich ockerfarben bis braun beschuppt.
Der Rüssel ist mittellang, dünn und mäßig nach unten gebogen. Er kann in eine Vertiefung zwischen den weit voneinander getrennten Vorderhüften eingelegt werden (Abb. 3). Die Furche zur Aufnahme des Rüssels ist scharf begrenzt und erstreckt sich über Vorder- und Mittelbrust. Der vordere Teil fällt besonders auf, da die helle Beschuppung rechts und links unterbrochen ist. Die zwölfgliedrigen Fühler sind auf halber Rüssellänge seitlich eingelenkt. Sie sind kurz, dünn und spärlich behaart. Das erste Glied (Schaftglied) ist für die Unterfamilie relativ kurz. Es kann in die Fühlergrube eingelegt werden, die auf dem Rüssel seitlich von der Einlenkungsstelle der Fühler zum vorderen unteren Augenrand hin verläuft. Das erste Glied der Geißel ist lang und kegel- bis birnenförmig, länger und stärker als die folgenden sechs Geißelglieder. Das zweite Geißelglied ist etwa gleich lang wie das erste, aber deutlich schlanker. Die folgenden vier Geißelglieder sind merkbar kürzer. Die letzten vier Fühlerglieder sind zu einer kompakten und zugespitzten Keule mit einem winzigen letzten Glied verschmolzen. Die Augen sind gerundet und wenig gewölbt. Die Stirn ist eingedrückt, in Stirnhöhe liegen die Ränder der Augen entsprechend höher als die Kopfmitte (Abb. 4 und 5).
Die wegen der fehlenden Oberlippe frei liegenden Oberkiefer enden in zwei großen Zähnen, auf der Innenseite befindet sich basal ein weiterer Zahn. Die Unterkiefer bilden eine große behaarte Lade. Die Kiefertaster entspringen nahe dem Ende der Unterkiefer und sind viergliedrig, das letzte Glied ist winzig. Die Lippentaster sind kurz und dreigliedrig. Das Basalglied ist rechteckig kürzer als breit und mit zwei Borsten versetzt. Das mittlere Glied ist becherförmig, das Endglied winzig. Das Schildchen ist dreieckig zugespitzt.
Der Halsschild ist breiter als lang und nach vorn bis auf fast Kopfbreite glockenförmig verengt. Die Vorderrandkante ist einfach. Die Halsschildbasis ist nach hinten zum Schildchen hin dreieckig erweitert (Abb. 12). Der Halsschild ist dicht runzelig punktiert. Er hat eine deutliche längs verlaufende glänzende Mittelrinne.
Die Flügeldecken sind punktiert gestreift. Die Streifen sind unbeschuppt, die Zwischenräume flach, beinahe reihig beschuppt. Hinter dem Schildchen sind die Flügel eingedrückt Die Schulterwinkel sind abgerundet, ebenso jedes Flügeldeckenende. Auf der versenkten Flügeldeckennaht befindet sich ein meist deutlich ausgebildeter weißer Fleck, was auch der Artname punctumalbum aussagt. Das Schildchen ist vertieft gelegen und kaum sichtbar.
Die Beine sind kräftig. Wie der Gattungsname Mononychus aussagt, trägt das Klauenglied der Tarsen nur eine Klaue (Abb. 7). Dies stellt eine große Ausnahme innerhalb der Käfer dar. Unter dem dritten Tarsenglied sitzt ein dichtes Polster weißer Haare, die die Haftung am Untergrund verbessern. Die Schienen tragen oberhalb der Spitze eine zahnartige Erhebung; von dieser bis zur Spitze verläuft eine Reihe von Stachelborsten (Abb. 7).

## Biologie
Die feuchtigkeitsliebende Art findet man an sumpfigen und schlammigen Ufern, in feuchten Bach- und Flussauen, in Sümpfen und Brüchen, gelegentlich auch in Gärten, fast ausschließlich auf den Wirtspflanzen.
Die Käfer bringen pro Jahr nur eine Generation hervor. Das Weibchen legt die Eier fast ausschließlich in die jungen Früchte der Sumpf-Schwertlilie ab. Gelegentlich werden auch andere Iris-Arten für die Eiablage benutzt. Als Fraßpflanze dagegen werden häufiger andere Pflanzenarten als die Sumpf-Schwertlilie genutzt.
Die erwachsenen Käfer überwintern. Sie schwärmen im Mai oder Juni, wenn die Schwertlilien blühen. Sie suchen die Blütenstände ihrer Wirtspflanzen auf. Bei Sonne sind sie sehr lebhaft und benagen verschiedene Blütenteile. Auch die jungen Früchte werden benagt, indem die Käfer sie mit dem Rüssel anstechen. Häufig sitzen diese Fraßlöcher gereiht neben den Längsnähten, die die drei Kammern der Kapselfrüchte verbinden. Diese Nähte sind wulstig erhaben und ermöglichen den Käfern durch Aufreiten einen festen Halt. Die Pflanzen reagieren auf die Verletzung durch die Fraßlöcher damit, dass sie einen klebrigen Saft abscheiden. Dieser versiegelt die Fraßlöcher. An der Oberfläche verhärtet sich der Saft und färbt sich dabei dunkel, so dass die Öffnung des Fraßganges als dunkelbrauner Punkt sichtbar wird.
Nach der Paarung beginnt die Eiablage, die sich von Juli an über einen längeren Zeitraum erstreckt. Zur Eiablage wird die dicke fleischige Fruchtwand mit dem Rüssel ganz durchbohrt und die darunter wie in Geldrollen angeordneten flachen Samen angenagt. Die Eier werden anschließend mit der ausstülpbaren Legeröhre in die Samen abgelegt. Das Loch für die Eiablage verschließt sich schnell, sodass die Eier sich gut geschützt entwickeln können. In eine Frucht können mehrere Eier abgelegt werden. Die Gesamtzahl der abgelegten Eier ist vergleichsweise gering. Das Loch für die Eiablage ist äußerlich nicht von einem Fraßloch unterscheidbar.
Die beinlosen weißen Larven entwickeln sich rasch. Noch vor der Reifung der Samen kann man befallene Samen an deren vorzeitigen Bräunung erkennen. Gegen Ende ihrer Entwicklung hat die Larve auch die benachbarten Samen angefressen. Häufig werden die Samen bis auf einen Ring ausgefressen. Die Puppenwiege erstreckt sich über gewöhnlich drei benachbarte Samen. Der mittlere ist ringförmig, die beiden angrenzenden napfförmig ausgefressen. Bald finden sich von früh gelegten Eiern bereits geschlüpfte Käfer sowie von später abgelegten Eiern Puppen (Abb. 11) und auch noch Larven gleichzeitig in den Früchten.
Der geschlüpfte Käfer färbt in der Puppenwiege schnell aus (Abb. 10). Etwa zu dem Zeitpunkt, in dem die Früchte der Schwertlilien gelb werden (Spätsommer), beginnen die ersten Käfer die Puppenwiege zu verlassen. Spätestens wenn die Früchte aufplatzen und die reifen Samen frei setzen, haben alle Käfer sich ein Loch ins Freie (Abb. 9) genagt und die Frucht verlassen. Danach sieht man die Tiere zunehmend seltener. Sie überwintern im Bodenstreu.

## Verbreitung
Die Art ist in ganz Europa außer in Skandinavien verbreitet. In Mitteleuropa findet man im Norden nur die schwarze Form, im Süden vermischt sich die Nominatform mit der braunen Variation salviae.

## Gefährdung
Die Art gilt in Deutschland als ungefährdet.